# João Aguardela
João Aguardela (* 2. Februar 1969 in Lissabon; † 18. Januar 2009 ebenda) war ein portugiesischer Sänger und Musiker.
Er war Mitbegründer der populären Folk/Pop-Rock-Band Sitiados und der innovativen Fado-Pop-Gruppierung A Naifa. Anlässlich des 25. Jahrestages der Nelkenrevolution gründete sich 1999 das politische Pop-Projekt Linha da Frente, wo Aguardela mit Musikern von Bands wie Delfins, Kussondulola, Entre Aspas u. a. Gedichte von Fernando Pessoa, Ary dos Santos, Manuel Alegre u. a. vertonte.
Mit seinem Solo-Projekt Megafone veröffentlichte er vier Alben, auf denen er mit den Mitteln elektronischer Musik Teile der vom Musik-Ethnologen Michel Giacometti (1929–1990) angelegten Volksmusiksammlung vertonte. Alle Alben sind zum freien Download freigegeben, vom Verein Megafon 5, der das Urheberrecht an den unter Megafone veröffentlichten Werken innehat, und der sich dem Werk Aguardelas widmet. So vergibt Megafone 5 alle zwei Jahre den Prémio Megafone für zukunftsorientierte Projekte portugiesischer Musiktraditionen.
Am 18. Januar 2009 verstarb Aguardela im Krankenhaus Hospital da Luz in seiner Heimatstadt Lissabon an Magenkrebs. 2011 wurde die Biografie João Aguardela - Esta Vida de Marinheiro veröffentlicht.